# Josef Bendel

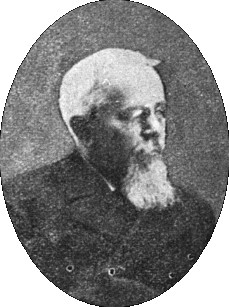
Josef Bendel, vor 1908

Josef Bendel (* 10. Oktober 1846 in Rosendorf; † 26. Jänner 1915 in Wien) war ein österreichischer Lehrer und Politiker (Deutsche Fortschrittspartei). Er war ab 1889 Landtagsabgeordneter.

## Leben und Wirken
Nach dem Schulabschluss widmete er sich philosophischen und philologischen Studien, wandte sich dann der Lehrerausbildung zu und wurde ab 15. Oktober 1872 Gymnasiallehrer für deutsche, lateinische und griechische Sprache am Kleinseitner deutschen k. k. Staatsgymnasium in Prag, wo er später den Titel eines Professors erhielt. 1900 wechselte er als solcher in die österreichische Landeshauptstadt nach Wien. Bereits während seiner Zeit in Prag wandte er sich der Politik zu. 1885 wurde er für den Stadtwahlbezirk Gablonz an der Neiße als Abgeordneter in den Reichsrat gewählt. Dort blieb er bis 1911. Außerdem wurde Bendel 1889 Landtagsabgeordneter der Deutschen Fortschrittspartei in Böhmen. Er war Vertreter des Wahlkreises der Städte und Industrieorte Friedland, Neustadtl und Kratzau.
In seiner Zeit als Abgeordneter schrieb Bendel mehrere politische, pädagogische und schöngeistige Texte (zum Beispiel in den Monatsblättern für Dichtkunst und Kritik) und förderte im Königreich Böhmen die altkatholische Bewegung. Außerdem verfasste er eigene Gedichte und auch Bühnenstücke wie das Trauerspiel in fünf Akten Firdusi (1881 in Prag), das Drama In Fabrikskauf (1898) und das böhmische Volksstück Der Werkmeister, das 1899 uraufgeführt wurde. Daneben schrieb er auch Die Deutschen in Böhmen, Mähren und Schlesien, Wien und Tetschen, 1884 sowie Zeitgenössische Dichter, 1882.